# Broadcaster Audiovisual Services
Broadcaster Audiovisual Services és una productora de televisió catalana que, actualment, està administrada per Noemí Cuní, filla del periodista Josep Cuní.
Entre setembre de 2011 i el juny del 2017 va produir el programa 8 al dia al canal privat català 8TV, presentat pel mateix Cuní. Durant la seva darrera temporada en antena, el programa va tenir un share mitjà de 6,7% i 146.000 espectadors.
Posteriorment, l'empresa va realitzar la producció del programa Katalonski, una coproducció amb TV3 i La Lupa Produccions, així com La América de Trump, un documental sobre el primer any de mandat del president dels Estats Units Donald Trump.